# Finland op het Eurovisiesongfestival 1990
Finland nam in 1990 deel aan het Eurovisiesongfestival in Zagreb, Joegoslavië. Het was de negenentwintigste deelname van het land op het festival. Het land werd vertegenwoordigd door Beat met het lied Fri?.

## Selectieprocedure
De finale werd gehouden in de Kultturitalo in Helsinki.
In totaal deden 11 artiesten mee aan deze nationale finale.
De winnaar werd aangeduid door een expertjury.
| Volgorde | Artiest              | Lied                    | Punten | Plaats |
| -------- | -------------------- | ----------------------- | ------ | ------ |
| 1        | Robinson & Apollo 16 | Yön poika               | 60     | 6de    |
| 2        | Susanne Sonntag      | Jag tror på friheten    | 92     | 2de    |
| 3        | Tarja Lunnas         | Naurus sun katseesi sun | 74     | 5de    |
| 4        | Anita Pajunen        | Satujen mies            | 32     | 10de   |
| 5        | Arja Saijonmaa       | Gabriela                | 89     | 3de    |
| 6        | Leena Pirhonen       | Sua haluan              | 48     | 8ste   |
| 7        | Marjorie             | Tuuli                   | 59     | 7de    |
| 8        | Beat                 | Fri?                    | 95     | 1ste   |
| 9        | Jussi Halme          | Katsot yötä tummaa      | 38     | 9de    |
| 10       | Jone                 | Jälkees sun             | 24     | 11de   |
| 11       | Tomas Ek             | Du går så skyggt        | 75     | 4de    |

## In Zagreb
Op het Eurovisiesongfestival zelf trad Finland als 22ste van 22 deelnemers aan, na Cyprus. Aan het einde van de puntentelling stond Finland op een 21ste plaats met 8 punten.
Het was de 6de keer dat Finland op de laatste plaats eindigde.
België en Nederland gaven geen punten aan de Finse inzending.

### Gekregen punten

#### Finale
| 12 punten | 10 punten | 8 punten | 7 punten | 6 punten |
| --------- | --------- | -------- | -------- | -------- |
|           |           |          |          |          |
| 5 punten  | 4 punten  | 3 punten | 2 punten | 1 punt   |
| - IJsland |           | - Israël |          |          |

### Punten gegeven door Finland

#### Finale
Punten gegeven in de finale:
| 12 punten | Frankrijk   |
| 10 punten | Spanje      |
| 8 punten  | Italië      |
| 7 punten  | IJsland     |
| 6 punten  | Cyprus      |
| 5 punten  | Israël      |
| 4 punten  | Ierland     |
| 3 punten  | Zwitserland |
| 2 punten  | Oostenrijk  |
| 1 punt    | Joegoslavië |

1961 · 1962 · 1963 · 1964 · 1965 · 1966 · 1967 · 1968 · 1969 · 1970 · 1971 · 1972 · 1973 · 1974 · 1975 · 1976 · 1977 · 1978 · 1979 · 1980 · 1981 · 1982 · 1983 · 1984 · 1985 · 1986 · 1987 · 1988 · 1989 · 1990 · 1991 · 1992 · 1993 · 1994 · 1995 · 1996 · 1997 · 1998 · 1999 · 2000 · 2001 · 2002 · 2003 · 2004 · 2005 · 2006 · 2007 · 2008 · 2009 · 2010 · 2011 · 2012 · 2013 · 2014 · 2015 · 2016 · 2017 · 2018 · 2019 · 2020 · 2021 · 2022 · 2023 · 2024 · 2025